# Kimball International
Kimball International, Inc. ist ein Hersteller von Möbeln und Elektronikgeräten. Kimball International besteht im Wesentlichen aus zwei Gruppen: Möbelbau und „Contract Electronics“, also Elektronik-Zulieferungen für Industriekunden.

## Geschichte

### Tasteninstrumente
W.W. Kimball gründete 1857 einen Klavierhandel. Zeitweise war Kimball der größte Klavierhersteller der USA. Der Klavierbau wurde nach 1996 eingestellt. 
Das Unternehmen war bekannt für seine niedrig bepreisten Pianinos, möglich aufgrund der hohen vertikalen Integration in der Unternehmensgruppe bzw. der hohen Fertigungstiefe. Kimball begann den Klavierbau 1886 und erreichte den Höhepunkt der Aktivitäten 1910 mit 4000 gefertigten Pianos im Jahr. 
Kimball war von 1890 bis 1942 auch Hersteller von Pfeifenorgeln, es stellte auch Reed-Orgeln und Elektronikorgeln her.
W.W. Kimball Co. war der einzige Hersteller, der 1893 den Worlds Columbian Exposition Award auf der Weltausstellung World’s Columbian Exposition in Chicago erhielt.

### Zukauf von Kimball durch Jasper
Kimball International war zuvor bekannt unter dem Namen Jasper, Inc. 1959 kaufte Jasper die W. W. Kimball Company auf und benannte sich 1974 in „Kimball International“ um. Kimball ging 1976 an die Börse.

### Ausgliederung von Kimball Electronics
Am 31. Oktober 2014 wurde der Unternehmensbereich Kimball Electronics ausgegliedert und als selbständiges Unternehmen an die Börse gebracht worden. Das Unternehmen ist selbständig an der NASDAQ börsennotiert.

## Heute
Am 1. Januar 2007 kaufte die Kimball Electronics Group die Reptron Manufacturing Services in Tampa, Florida. Dieser Zukauf umfasst vier Fabriken in Michigan, Kalifornien, Tampa und Minnesota. Reptron ist spezialisiert auf Kundenlösungen für medizinische Geräte. Der Zukauf erweiterte Kimballs Mitarbeiterschaft um 1200 Personen. Das Fertigungssegment der „Kimball Electronics Group“ liefert nun Produkte, die von Automobilzulieferteilen über Medizingeräte bis zu Sicherheitstechnik für öffentliche und private Auftraggeber reichen.

## Möbelsegment
Die „Office Furniture Group“ fokussiert sich auf den Büromöbelbau und liefert drei unterschiedliche Markennamen: „Kimball Office“, „National Office Furniture“ und „Kimball Hospitality“.

### Kimball Office
Kimball Office stellte den ersten Schreibtisch 1970 her und verfolgt das Ziel, im hoch qualitativen Segment zu arbeiten. Die Gesellschaft führte maßgebliche Verbesserungen zur Lagerhaltung und zur schnellen Kundenbelieferung ein. Kimball Office expandierte seine Angebote zu einer breiten Produktlinie, die Schränke, Ablagen, Sitzmöbel und Tische beinhalten.

### National Office Furniture
1980 gründete Kimball International die Marke „National Office Furniture“. Als Teil der Kimball International betrat Kimball dieses Segment mit bestimmten Vorteilen für die Kunden, die qualitative Holzkonstruktion betreffen, eine Bestandsführung oftmals gefragter Artikel zugunsten einer schnellen Lieferzeit und Fertigungsstätten nach aktuellem stand des Möbelbaus. Die Gesellschaft wuchs schnell.

### Kimball Hospitality
Kimball betrat den Markt der Hotelmöbel 1985. Kimball Hospitality hat mehr als 14000 Zimmer in den größeren Hotels und Casinos von Las Vegas ausgerüstet und ist dort der größte Anbieter von Hotelmobiliar.

## Kimball Electronics Group

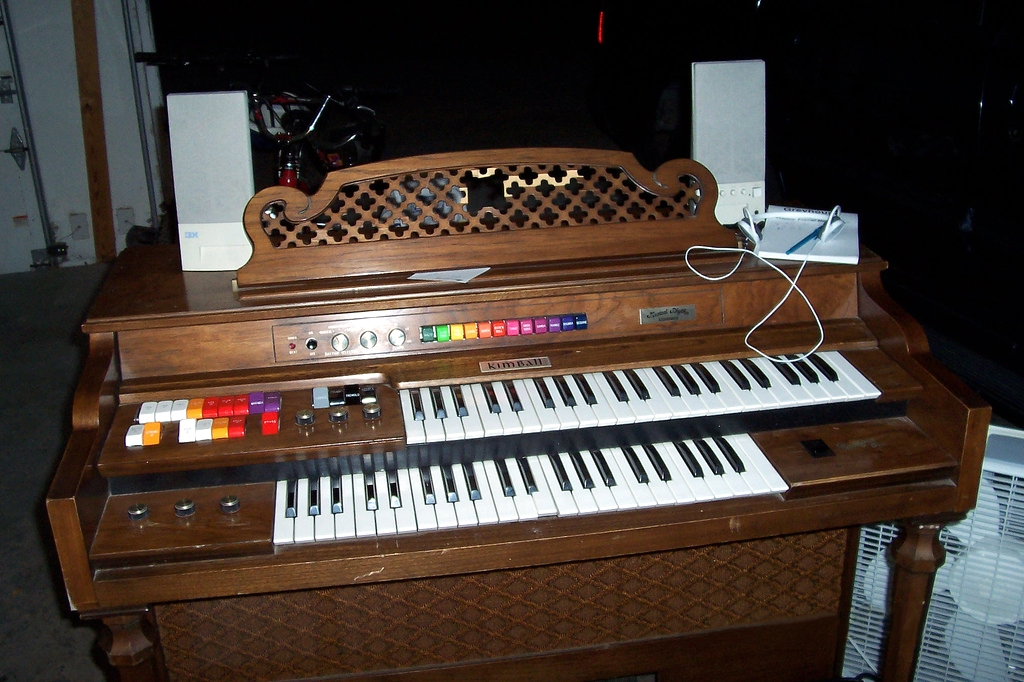
Kimball Swinger 800 Elektronikorgel

Kimball Electronics Group, der Elektronikbau-Zweig von Kimball International, ist eine Technologiegesellschaft, die Konstruktion, Enginneerung, Fertigung, Verpackung und Logistik von Elektronik-Schaltkreisen und Halbleiterbauteilen bewerkstelligt.
Kimball Electronics Group ist ein führender Auftragsfertiger haltbarer Elektronik und liefert an eine Vielzahl von Industriebetrieben weltweit. Kimball Electronics Group hat Fabriken in Jasper, Indiana, Fremont, Kalifornien, Tampa, Florida, Reynosa, Mexico, Laem Chabang, Thailand; Bridgend, Wales; Nanjing, China und in Posen, Polen. 
Diese Fabriken setzen moderne Ausrüstungen ein für die Fertigung von Automobilteile, Medizingeräten und Industrieausrüstungen.
Kimball Electronics Group wurde 1961 zum Bau von Elektronikorgeln gegründet. Ab den späten 1980er Jahren konzentriert sich KEG dann ausschließlich auf die Auftragsfertigung von Elektronik. 